# サン.フーズ
株式会社サン.フーズは、山梨県甲州市にある酒造メーカーである。

## 企業所在地
- 本社 山梨県甲州市塩山熊野1205-1
- 韮崎工場 山梨県韮崎市龍岡町下條南割640
- 営業所 東京・埼玉・大阪

## 沿革
- 1976年 食品調味料の製造を手掛ける会社として設立。
- 1986年 韮崎工場完成
- 1989年 韮崎工場の増設が行われ、もろみの製造を開始
- 1994年 輸入酒類販売免許を取得し、アルコール飲料事業に進出
- 1998年 リキュールの製造免許取得
- 2002年 HACCP認証を受ける
- 2008年 果実酒・甘味果実酒（いわゆるワイン類）製造免許取得
- 2009年 スピリッツ製造免許取得
- 2010年 ブランデー製造免許取得
- 2011年 韮崎市大草町の2879㎡の土地を取得
- 2012年 酒類卸売り免許取得
- 2013年 単式蒸留焼酎免許取得
- 2014年 ウィスキー製造免許取得
- 2018年 経済産業省より「地域未来けん引企業」認定を受ける
- 2021年 ニッカウヰスキー株式会社より、サントネージュワイン株式会社保有株式の譲渡を受け[2]、2022年1月1日より子会社化。

## 商品
- ウィスキー
- ワイン（自社ブランドと、サントネージュワインブランドがある）
- 焼酎
- スピリッツ
- リキュール
- みりん・発酵調味料
- アルコール製剤